# Christianisme musculaire
 (octobre 2024).
La mise en forme du texte ne suit pas les recommandations de Wikipédia : il faut le « wikifier ».
Les points d'amélioration suivants sont les cas les plus fréquents. Le détail des points à revoir est peut-être précisé sur la page de discussion.
- Les titres sont pré-formatés par le logiciel. Ils ne sont ni en capitales, ni en gras.
- Le texte ne doit pas être écrit en capitales (les noms de famille non plus), ni en gras, ni en italique, ni en « petit »…
- Le gras n'est utilisé que pour surligner le titre de l'article dans l'introduction, une seule fois.
- L'italique est rarement utilisé : mots en langue étrangère, titres d'œuvres, noms de bateaux, etc.
- Les citations ne sont pas en italique mais en corps de texte normal. Elles sont entourées par des guillemets français : « et ».
- Les listes à puces sont à éviter, des paragraphes rédigés étant largement préférés. Les tableaux sont à réserver à la présentation de données structurées (résultats, etc.).
- Les appels de note de bas de page (petits chiffres en exposant, introduits par l'outil «  Source ») sont à placer entre la fin de phrase et le point final[comme ça].
- Les liens internes (vers d'autres articles de Wikipédia) sont à choisir avec parcimonie. Créez des liens vers des articles approfondissant le sujet. Les termes génériques sans rapport avec le sujet sont à éviter, ainsi que les répétitions de liens vers un même terme.
- Les liens externes sont à placer uniquement dans une section « Liens externes », à la fin de l'article. Ces liens sont à choisir avec parcimonie suivant les règles définies. Si un lien sert de source à l'article, son insertion dans le texte est à faire par les notes de bas de page.
- La présentation des références doit suivre les conventions bibliographiques. Il est recommandé d'utiliser les modèles {{Ouvrage}}, {{Chapitre}}, {{Article}}, {{Lien web}} et/ou {{Bibliographie}}. Le mode d'édition visuel peut mettre en forme automatiquement les références.
- Insérer une infobox (cadre d'informations à droite) n'est pas obligatoire pour parachever la mise en page.

Pour une aide détaillée, merci de consulter Aide:Wikification.
Si vous pensez que ces points ont été résolus, vous pouvez retirer ce bandeau et améliorer la mise en forme d'un autre article.

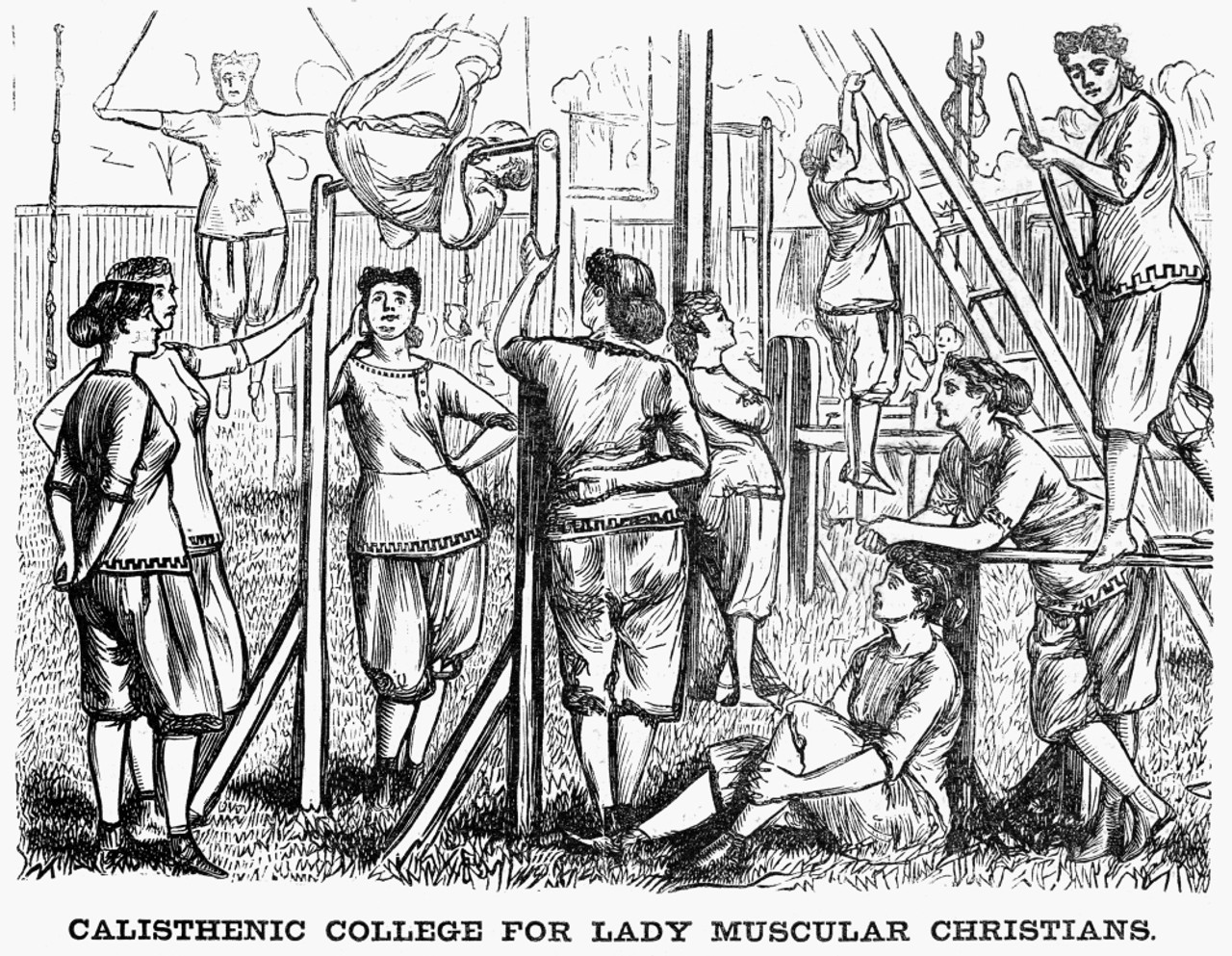
Femmes chrétiennes musculaires pratiquant des exercices physiques, 1867

Le Christianisme musculaire est un mouvement religieux né en Angleterre au milieu du XIXe siècle, caractérisé par la croyance en le devoir patriotique, la discipline, le sacrifice de soi, la masculinité et la beauté morale et physique de l'athlétisme.

## Origine
Jusqu'à la période des Lumières, l'esthétique du corps dans le christianisme se préoccupait principalement de la souffrance sainte. L'ascétisme, ainsi que le renoncement aux besoins et à la beauté du corps, intéressait aussi bien les laïcs que le clergé dans l'Antiquité et au Moyen Âge. Un principe fondamental de l'ascétisme est de considérer la chair comme une distraction par rapport à la divinité. Des sectes comme le catharisme croyaient que la chair était entièrement corrompue.
Le mouvement du Christianisme Musculaire n'a jamais été officiellement organisé. Il s'agissait plutôt d'une tendance culturelle qui s'est manifestée de différentes manières et qui a été soutenue par diverses figures et églises. Le Christianisme Musculaire peut être retracé jusqu'à l'apôtre Paul, qui utilisait des métaphores sportives pour décrire les défis de la vie chrétienne. Cependant, la défense explicite du sport et de l'exercice dans le christianisme n'est apparue qu'en 1762, lorsque l'Emile de Rousseau a décrit l'éducation physique comme importante pour la formation du caractère moral.

## Essor auXIXesiècle
Le mouvement est devenu à la mode à l'époque victorienne comme méthode de développement du caractère des élèves des écoles publiques anglaises. Il est le plus souvent associé à l'auteur anglais Thomas Hughes et à son roman de 1857 Tom Brown's School Days, ainsi qu'aux écrivains Charles Kingsley et Ralph Connor. Le président américain Theodore Roosevelt a été élevé dans une famille qui pratiquait le Christianisme Musculaire et était un fervent adepte de ce mouvement. Roosevelt, Kingsley et Hughes ont promu la force physique et la santé ainsi qu’une poursuite active des idéaux chrétiens dans la vie personnelle et politique. Le christianisme musculaire s'est perpétué à travers des organisations qui combinent le développement physique et spirituel chrétien. Elle est influente à la fois dans le catholicisme et dans le protestantisme,.